# Bengalin
Bengalin, ett mjukt halvsidentyg i fin tvärripsvävnad; varpen är av silke och döljer på båda sidor fullständigt de mjuka kamgarnsinslagen.